# 青洲英坭

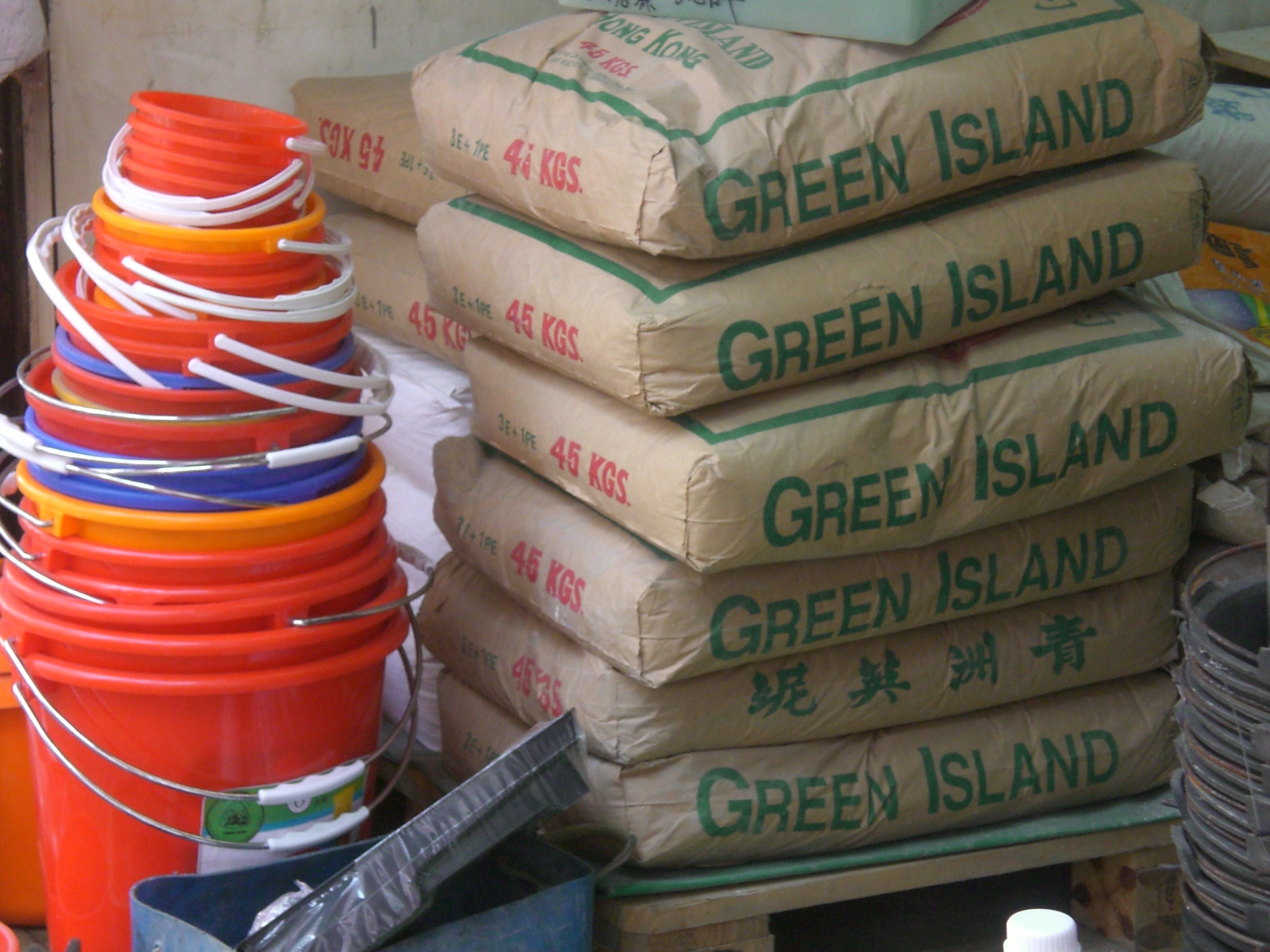
青洲英坭紙包裝

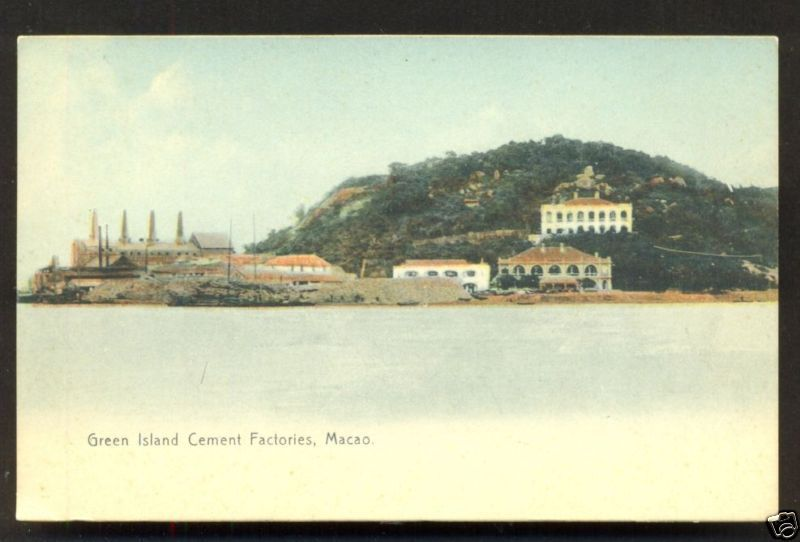
攝於約1906年，青洲英坭位當時於澳門的廠房。

青洲英坭 (集團) 有限公司（Green Island Cement (Holdings) Limited）是長江基建旗下公司，前香港上市公司，港交所除牌時093.HK，創辦於1887年的澳門青洲，在香港及華南從事水泥及混凝土制造，在東南亞則經營礦務。此外，長江基建持有友盟建築材料有限公司 （Alliance） 的股份。友盟在香港營運6間混凝土廠，共設有11條生產線，在香港和中國內地各有3個石礦場。

## 股權
1978年，李嘉誠低調持有青洲英坭25%股權，翌年增持至40%，並成為青洲英坭主席。直至1988年10月，長江實業宣布以20元一股的价格进行全面收购，將青洲英坭私有化。當時長江實業持有44.6%股權，收购价按市价17.7元有溢价13%，涉及资金11.23亿港元。至同年12月30日截止收购，最後長江實業已购得9成半股权，並以强制收购完成私有化及除牌。在交易後長江實業獲得青洲英坭位於九龍紅磡廠房的大片土地供日後房地產發展用途。

## 業務

#### 英泥製造
青洲英坭分別在香港及中國的雲浮及汕頭設有英泥製造廠。青洲英坭位於屯門踏石角的廠房是香港唯一整體水泥產品製造廠，佔香港市場約1/3。

#### 東南亞採礦
主要在菲律賓錫基霍爾省（Siquijor）進行開採及出口石灰石。

#### 船舶運輸
主要提供船舶運送自家的產品。

## 外部連結
- 青洲英坭網頁 （页面存档备份，存于）
- 青洲英坭股權資訊 （页面存档备份，存于）